# Katolickie Centrum Studenckie w Słubicach
Katolickie Centrum Studenckie w Słubicach (pierwotnie Marienbad III) – zabytkowy budynek przy Placu Jana Pawła II 1 w Słubicach, kilkaset metrów od przejścia granicznego z Niemcami. Pierwotnie łaźnia miejska ufundowana ze środków odłożonych przez miejscowego lekarza dr. Heino Goepela.

## Historia
W testamencie Goepel rozporządził zgromadzonym przez siebie majątkiem ponad 240 tys. marek, które przeznaczył m.in. na nowe łaźnie publiczne. Wzniesiono trzy takie obiekty. Wszystkie nosiły imię Marie na cześć żony fundatora: Marie, z domu Lienau. Na terenie obecnego Frankfurtu nad Odrą, przy placu Topfmarkt istniał budynek Marienbad I (1901–1974), zaś przy Dresdener Straße 4 nadal znajduje się odremontowany budynek Marienbad II (1905).
Trzecia i ostatnia z łaźni powstała w latach 1912–1913 przy Neuer Markt 37 jako Marienbad III. Jej oficjalne otwarcie nastąpiło 1 kwietnia 1913 przy okazji rocznicy urodzin Ottona von Bismarcka. Oryginalne plany budowlane znajdują się obecnie w Archiwum Państwowych w Gorzowie Wielkopolskim. Dzisiejszy Plac Bohaterów, Plac Jana Pawła II oraz Plac Wolności stanowiły wówczas jeden plac pod nazwą Neuer Markt (Nowy Rynek).
W 1949 roku pracownicy Zarządu Nieruchomości Miejskich uruchomili nieczynną dotychczas Łaźnię Miejską, która przez kolejne lata cieszyła się dużym powodzeniem wśród mieszkańców Słubic i służyła aż do 1976 roku. Później funkcjonowały tutaj: pralnia chemiczna, magiel, sklep żelazny oraz lumpeks.
Po 1989 roku budynek nabył związany z ziemią lubuską przez miejsce urodzenia dyplomata niemiecki dr Gottfried Pagenstert (1928–2002), który w 1999 roku podarował go diecezji zielonogórsko-gorzowskiej na realizację współpracy polsko-niemieckiej. Obecnie znajduje się tu siedziba Katolickiego Centrum Studenckiego.
W czerwcu 2012 roku w ramach projektu „Ścieżka edukacyjna po historyczny miejscach Słubic” na fasadzie budynku zawisła polsko-niemiecka tablica informacyjna opisująca historię budynku. 7 grudnia 2013 roku odbyło się uroczyste spotkanie z okazji 100-lecia budynku.
Budynek znajduje się w wojewódzkiej ewidencji zabytków i projekcie gminnej ewidencji zabytków Gminy Słubice.

## Dyrektorzy KCS
- od 3 marca 1999 do 31 października 2005: ks. dr Grzegorz Chojnacki
- 2005–2012: ks. dr Andrzej Maciejewski
- 2012–2015: ks. dr Tadeusz Kuźmicki
- od 2015 nadal: ks. dr Rafał Mocny